# Alice Faber Tryon
Alice Elizabeth Faber de Tryon (1920 – 2009) fue un profesora, botánica, y pteridóloga estadounidense, especializada en la sistemática y evolución de helechos y otros vegetales con dispersión por esporas (Pteridología). Su enfoque particular y el interés residía en dos áreas: biogeografía histórica de helechos, y taxonomía de helechos tropicales de América. Trabajó en estrecha colaboración con su esposo Rolla Milton Tryon. Fue a la Universidad de Wisconsin en Madison, donde conoció a Rolla M. Tryon Jr. y se casó con él el 16 de marzo de 1945.
En 1958, la pareja se instaló en la Universidad de Harvard, donde con su esposo Rolla pasaron la mayor parte de sus carreras profesionales. Allí tuvieron su mayor influencia en los estudiantes e hicieron sus mayores contribuciones a la pteridología.

## Algunas publicaciones

### Libros
- rolla milton Tryon, alice Faber Tryon. 1982. Ferns and allied plants with special reference to tropical America. Ed. Springer-Verlag, New York. 857 pp. ISBN 0-387-90672-X

## Honores
Miembro
- 1946: American Fern Society, en 1978 electa miembro honoraria

- La abreviatura «A.F.Tryon» se emplea para indicar a Alice Faber Tryon como autoridad en la descripción y clasificación científica de los vegetales.[2]